# BW Tatiana
El buque BW Tatiana es una unidad flotante de almacenamiento y regasificación (UFAR) y terminal de gas natural licuado (GNL).  Abastece la planta eléctrica de Energía del Pacífico en Acajutla, El Salvador, que provee el 30% de la demanda eléctrica del país.  Es la primera UFAR instalada en el Pacífico americano.
El navío, de una eslora de 290 metros, manga de 46 metros, y calado de 12 metros, puede almacenar 137,000 metros cúbicos de gas —suficiente para abastecer la planta por 45 días)—, y tiene una capacidad de regasificación de 280 millones de pies cúbicos por día, y, originalmente construido en el Japón en 2002 como metanero, fue convertido a UFAR en los astilleros Keppel Tuas de Singapur a partir de octubre de 2020.  El módulo de regasificación M020, construido en la China por COSCO Shipping Heavy industry, contiene cuatro regasificadoras y pesa 423 toneladas.  Cinco esferas Moss-Rosenberg almacenan el GNL.
Partió de sus astilleros singaporenses en agosto de 2021.  La nave arribó a El Salvador en noviembre de 2021. En El Salvador, el BW Tatiana es considerado una barcaza.
En la década de 2020, BW Tatiana era propiedad de BW Group, una naviera singapurense, y de Invenergy, una empresa estadounidense.  El GNL era abastecido por Shell International Trading Middle East Limited.
El amarre de la embarcación, a un kilómetro de la costa, es por catenaria restringida, en 17 metros de profundidad, y entrega el gas regasificado a la planta eléctrica vía gasoducto subterráneo de 1,750 metros.  El Tatiana se encuentra orientado hacia el sudoeste a 225° para minimizar el efecto del oleaje e interferencia con otras instalaciones y tráfico portuarios, y el amarre, con un número de anclas de entre 12 y 23 toneladas cada una, fue diseñado para copar con el tsunami típico durante un horizonte milenario y con vientos, corrientes y oleajes de un horizonte centenario: olas de 3.3 metros, vientos de 72 kilómetros por hora (kph), y corrientes de 3.6 kph pese a la pérdida de una de las anclas.
El primer abastecimiento de BW Tatiana ocurrió el 1 y 2 de abril de 2022 cuando el Bilbao Knutsen de la Shell plc le transfirió 125,000 metros cúbicos de GNL. El Bilbao, que partió el 3 de marzo de la planta de exportación de gas licuado de Punta Fortín en Trinidad y Tobago, no usó el Canal sino que dio la vuelta a Sudamérica por el Cabo de Hornos.

## Remolcadores
Puesto que BW Tatiana, aparte de ser un navío, es una planta regasificadora, en la cual amarran tanqueros de GNL para hacer entregas, Tatiana precisa de remolcadores para las operaciones de amarre.  Los remolcadores, diseñados particularmente para el Tatiana, son SAAM Acaxual y SAAM Centzunat, ambos de 32 metros de eslora, con un torque de más de 80 toneladas cada uno, y fueron construidos en Turquía por Uzmar.  La motorización de cada remolcador consiste en dos Caterpillar diésel de 2350 kW cada uno, su propulsión es azimutal, y poseen bombas para la extinción de incendios navales.  Los nombres Acaxual (español: Acajutla) y Centzunat (español: Sonsonate) son náhuatl, el idioma de los antiguos aborígenes de El Salvador.

## Antes de 2020
Entre 2003 y 2020 el barco se llamó Gallina y fue propiedad de la Royal Dutch Shell.  De 111,459 toneladas, una hélice sola, y con velocidad máxima de 19.5 nudos, fue construido por Mitsubishi Heavy Industries en Nagasaki y completado en diciembre de 2002.  En julio de 2017 su valor se estimaba entre $40 y $50 millones.   Fue notable por haber hecho la inicial entrega de GNL indispensable para echar a andar al Prelude en Australia, en junio de 2018, pese a un incidente el mes anterior cuando se rompió una línea de amarre entre ambas naves; compárese con el análisis de 2008 de que Gallina soportaría vientos de hasta 96 kilómetros por hora en el amarre de Reganosa en Ferrol.

## Controversia
Si bien el acuerdo con los pescadores de Acajutla es que no se puede pescar a menos de 500 metros del barco, en febrero de 2022 los mismos se quejaron que la limitación se había extendido hasta casi los 1500 metros.